# Волуйки
Волуйки (укр. Волуйки) — село в Бусской городской общине Золочевского района Львовской области Украины.
Население по переписи 2001 года составляло 90 человек. Занимает площадь 1,384 км². Почтовый индекс — 80534. Телефонный код — 3264.